# شهرستان برکشر (ماساچوست)
شهرستان برکشر، ماساچوست (به انگلیسی: Berkshire County, Massachusetts) یک شهرستان در ایالات متحده آمریکا است که در ماساچوست واقع شده‌است.

## خصوصیات
شهرستان برکشر ۲٬۴۵۰٫۱۴ کیلومترمربع مساحت دارد.